# Басманная полицейская часть
Басманная полицейская часть — здание, памятник истории и архитектуры в Москве. Здесь в XIX—XXI веках располагалось отделение полиции Российской империи и ОВД «Басманный» МВД России.

## Адрес и значимость
Адрес: Центральный административный округ, улица Новая Басманная, дом 29, строение 3. Район Басманный. Объект культурного наследия народов РФ федерального значения, охраняется государством.

## История

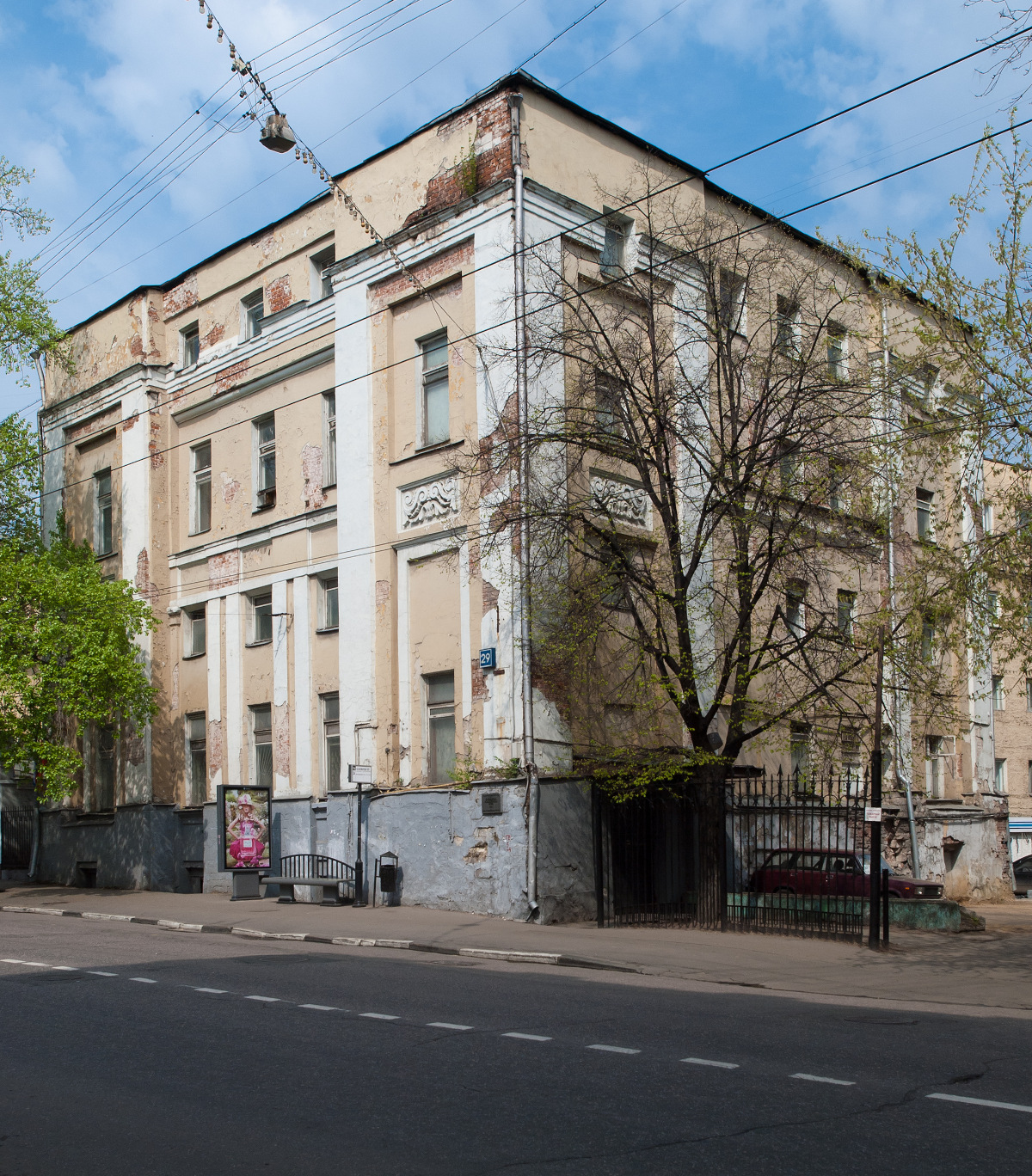
ОВД «Басманный» 2010 г.

В этой местности в XVII веке располагалась Капитанская слобода. В середине XVIII века на месте будущей полицейской части было два участка, один из которых принадлежал аптекарям, а другой — Оружейной палаты золотых дел мастеру Алексею Баталевскому.
Здание будущей Басманной полицейской части было сооружено в 1782 году как усадебный дом.
В 1790 году эти земли с постройками купил Николай Никитич Трубецкой, русский писатель, переводчик эпохи Просвещения и масон. Он был близок с Н. И. Новиковым, русским журналистом, издателем и общественным деятелем.
Когда в 1792 году Новиков был арестован по обвинению в масонской деятельности, Трубецкой начал уничтожать компрометирующие его бумаги. Московский генерал-губернатор Прозоровский в докладе императрице так характеризовал изданный Трубецким перевод сочинения «Новое начертание истинныя теологии»:
В первом томе мистика, но противная проповедованию церкви нашей, во втором касается уже до гражданского правительства, чтобы по заведении новой церкви подчинить оной и все государственное правительство и соединить все народы и законы вообще, а наконец стараться завести республику.
После допросов Трубецкой был сочтён раскаявшимся в своих заблуждениях и был выслан под наблюдение в село Никитовка Ливенского уезда, тогда, в 1795 году, он продал дом генералу-майору Василию Алексеевичу Кару. В 1773 году Кар подавлял восстание Пугачёва.
В боях под Оренбургом, деревня Юзевка, он передал командование над армией генералу Фрейману, а сам отступил в Москву. В связи с этим Кару запретили жить в крупных городах указом от 1 декабря 1773 года. Император Павел I разрешил ему выезжать из своего имения. Скончался Кар в 1806 году в этом доме.
В 1812 году усадьба сильно обгорела. В 1817 году наследники Кара, вдова Мария Сергеевна и сын Сергей, продали в казну, как они выражались, «каменной обгорелой наш дом». В 1820-х здание отремонтировали, в нём была открыта Басманная полицейская часть. На крыше была построена деревянная каланча. Снаружи сооружена тюрьма. Кроме того, полицейская часть имела 7 подвалов-темниц, прозванные «могилками».
В советское время каланча разрушена. В 1930-х годах здание отделении милиции реконструировалось, в результате чего была утрачена историческая планировка.
До 2014 года здесь располагался ОВД «Басманный». Памятник был передан Государственному казенному учреждению «Мосреставрация», подведомственному Мосгорнаследию. В 2012 году конкурс на проведение реставрационных работ выиграло ООО «Таргет-Цель». С зимы 2014 года здание реставрируется. Во дворе находится пожарная часть. По причине реставрации отделение полиции было перемещено в дом 33. Реставрация предполагает восстановление утраченной каланчи. Работы, сопровождавшиеся частичной заменой белокаменной облицовки цоколя, прерваны. В 2016 году проектная документация снова была в разработке. В 2017 году Департамент культурного наследия сообщал о поиске нового пользователя. Здание пустует, доступно изнутри, внесено в Красную книгу Архнадзора (электронный каталог объектов недвижимого культурного наследия Москвы, находящихся под угрозой), номинация — запустение.
В октябре 2020 года заместитель мэра Москвы Владимир Ефимов заявил, что город сдаст в аренду по льготной программе «рубль за метр» нежилые помещения Басманной полицейской части. Начальная цена торгов за год аренды составляла 31,4 миллиона рублей. Победитель аукциона будет обязан провести комплекс необходимых работ. Заявки на участие в электронном аукционе принимались до 11 декабря 2020 года, торги назначены на 17 декабря. По состоянию на июль 2022 года никаких работ в здании не ведётся, оно продолжает разрушаться.

## Архитектура
Предположительно, архитектор Василий Иванович Баженов, другие считают, что архитектор подражал Баженову. Стиль классицизм и русская псевдоготика.
Здание имеет 2 этажа и высокий цоколь. Современников этот дом поражал величиной «цельных зеркальных окон».

## Известные личности
В тюрьме Басманной полицейской части содержались писатель-демократ Владимир Короленко, поэт Владимир Маяковский и революционерка Инесса Арманд.